# Ситафордска мистерија
Ситафордска мистерија је дело детективске фантастике британске књижевници Агате Кристи. Роман је први пут објављен у САД од стране Dodd, Mead and Company 1931. године под насловом Убиство у Хејзелмуру и у Уједињеном Краљевству од стране Collins Crime Club.
Септембра исте године под оригиналним насловом Агате Kristi. То је први њен роман који је добио другачији наслов за америчко тржиште. Америчко издање се продавало по цени од 2,00 долара, а издање у Великој Британији за седам шилинга и шест пенија (7/6).
Госпођа Вилет и њена ћерка организују вече „ окретања стола “ (сеансе) током снежне зимске вечери у Дартмуру. Дух им говори да је капетан Тревелијан мртав. Пошто су путеви непроходни за возила, мајор Барнаби најављује своју намеру да оде до села пешке да провери стање свог пријатеља, где изгледа открива да се предвиђање остварило. Емили Трејфјузис, верена за Тревелијановог нећака, открива мистерију заједно са полицијом.
Роман је био добро прихваћен, уз похвале за лик госпођице Емили Трејфјузис. Помињање сер Артура Конана Дојла који више није био жив када је књига објављена и елементи окружења који подсећају на Дојлово дело Баскервилски пас (објављен 1902) такође су забележени и цењени.

## Радња
Ситафорд је мало село на ободу Дартмура. Госпођа Вилет и њена ћерка Вајолет су нови станари Ситафорд Хауса, резиденције у власништву Тревелијана, пензионисаног капетана морнарице. Позивају четворо људи на чај у петак поподне: дугогодишњег пријатеља капетана Тревелијана, мајора Барнабија, господина Рајкрофта, господина Ронија Гарфилда и господина Дука. На предлог господина Гарфилда, њих шесторо одлучују да играју игру окретања стола. Током сеансе, у 17.25, дух објављује да је капетан Тревелијан управо убијен. Забринут за капетанову безбедност у Ексхамптону, мајор Барнаби каже да намерава да препешачи до тамо шест миља. Тло је покрио дебео слој снега, а за касно вече предвиђају се даље обилније снежне падавине. У Ситафорду нема телефона, а аутомобили не могу маневрисати у овим условима.
Два и по сата касније, нешто пре 20 часова, усред мећаве, мајор Барнаби се вуче стазом до улазних врата Хејзелмура, куће у Ексхамптону у којој сада живи капетан Тревелијан. Када нико не отвара врата, он одлази по локалну полицију и лекара. Улазе у кућу кроз отворени прозор за радну собу позади и проналазе мртво тело капетана Тревелијана на поду. Доктор Ворен процењује да је време смрти између 17 и 18 часова. Прелом лобање је узрок смрти. Оружје је била зелена цев пуна песка.
У тестаменту капетана Тревелијана пише да ће, осим 100 фунти за његовог слугу Еванса, његова имовина бити подједнако подељена на четири особе: његову сестру Џенифер Гарднер, његовог сестрића Џејмса Пирсона, сестричину Силвију Деринг и сестрића Брајана Пирсона (троје деце његове друге, преминуле сестре). Свако од четворо ће наследити око 20.000 фунти. Џејмс Пирсон је ухапшен због убиства јер је у време убиства био у Ексхамптону, безуспешно покушавајући да добије зајам од капетана Тревелијана.
Док званичну истрагу води инспектор Наракот, вереница Џејмса Пирсона Емили Трејфјузис почиње да истражује саму себе. Помаже јој Чарлс Ендерби, новинар Дејли Вајра који је, после убиства, предао чек на 5.000 фунти мајору Барнабију за победу на фудбалском такмичењу организавног од стране новина у Ексхамптону. Емили и Чарлс остају са господином и госпођом Кертис у Ситафорду, тражећи трагове о злочину. Господин Дејкрес, заступник Џејмса Пирсона, каже Емили да ствари изгледају много горе него што су већ замишљали. Џејмс је позајмио новац од своје фирме да шпекулише акцијама без знања предузећа.
Има неколико лажних трагова. Брајан Пирсон је био под сумњом када га је Ендерби открио како прави ноћни састанак са Вајолет Вилет. Он је Виолетин вереник. Није био у Аустралији, али се вратио у Енглеску истим бродом са Вилетовима. Побуда Вилетових за усељење у изоловану кућу у Ситафорду јесте није имао никакве везе са капетаном Тревелијаном. Хтели су да живе близу затвора Дартмур где је био затворен Вајолетин отац. Његов бекство из затвора три дана након убиства осмислио је Брајан Пирсон. Он и Брајан ће живети са Вилетовима као њиховим слугама док опасност не прође, али је затвореник поново ухваћен. Мартин Деринг је створио лажно покриће јер га је супруга Силвија надгледала због бракоразводног поступка. Силвија је сестричина господина Рајкрофта. Џенифер Гарднер је кума господина Гарфилда, а господин Дјук је бивши главни инспектор Скотланд Јарда.
Емили решава загонетку у Хејзелмуру пошто је пронашла скијашке чизме капетана Тревелијана скривене у димњаку и два пара скија различитих величина. Мајор Барнаби је убица. Он је усмераваоо покрете стола током сеансе како би дух пренео поруку да је капетан Тревелијан убијен. Уместо да пређе шест миља за два и по сата након сеансе, отишао је у своју кућу да обуче скије и прешао је за око 10 минута. Убио је капетана Тревелијан око пет до шест. Затим је очистио скије и ставио их у орман. Сакрио је Тревелијанове скијашке чизме у димњак како би спречио да их полиција види, и на тај начин вероватно схватио колико је брзо особа на скијама могла да путује између Ситафорда и Ексамптона. Мајор Барнаби се надао да ће други пар скија, другачије величине, проћи непримећено.
Господин Рајкрофт, који је члан Друштва за психолошка истраживања, поново окупља пет од шест првобитних учесника за другу сеансу у вили "Ситафорд", а одсутног господина Дјука замењује Брајан Пирсон. Сеанса је тек почела када је ушао инспектор Наракот у друштву Емили и господина Дјука и оптужио мајора Барнабија за убиство капетана Тревелиана. Емили објашњава да је Барнаби изгубио много новца куповином неисправних акција. Његова побуда за убиство је била да задржи чек на 5.000 фунти. Добио је писмо у којем га је обавештавао о победи ујутру на дан убиства, супротно ономе што је рекао Ендербију. Капетан Тревелијан је победио на такмичењу, али је користио Барнабијево име да пошаље решења за такмичење. У последњем поглављу, Емили одбија Ендербијеву понуду за брак – који се заљубио у њу током истраге – јер још увек воли свог вереника Џејмса.

## Ликови

### Становници Ситафорда
- Вила "Ситафорд": госпођа Вилет и њена ћерка Вајолет
- Викендица 1: Мајор Џон Едвард Барнаби
- Викендица 2: Капетан Вајат и његов индијански слуга Абдул
- Викендица 3: Господин Рајкрофт, ујак господина Мартина Деринга
- Викендица 4: госпођица Керолајн Персхаус и њен сестрић Роналд Гарфилд
- Викендица 5: Брачни пар Кертис
- Викендица 6: Господин Дјук

### Истражитељи
- госпођица Емили Трејфујусис: вереница Џејмса Пирсона; аматерски трагач
- господин Чарлс Ендерби: новинар Дејли Вајер-а; аматерски трагач
- Инспектор Наракот: истражитељ из Ексетера
- Надзорник Максвел: Наракотов шеф
- Позорник Грејвс: полицајац из Екхамптона
- Наредник Полок: полицајац из Екхамптона
- Др. Ворен: лекар из Екхамптона

### Остали
- Капетан Џозеф А. Тревелијан: власник виле "Ситафорд", закупац Хејзелмур" у Ексхемптону
- Господин Роберт Хенри Еванс: слуга капетана Тревелијана
- Госпођа Ребека Еванс: Евансова жена
- Госпођа Џ. Белинг: Ребекина мајка, власница кафане "Три круне" у Екхамптону са дозволом
- Вилијамсон и Вилијамсон: агенти за некретнине
- Волтерс и Кирквуд: заступници капетана Тревелиана
- Госпођа Џенифер Гарднер: сестра капетана Тревелијана, живи у „Ловорима“ у Егзетеру, кума господина Роналда Гарфилда
- Господин Роберт Гарднер: Џениферин супруг, инвалид
- Госпођица Дејвис: медицинска сестра Роберта Гарднера
- Беатрис: Служавка господина и госпође Гарднера
- Господин Џејмс Пирсон: Сестрић капетана Тревелијана у Лондону
- Господин Дејкрес: заступник Џејмса Пирсона
- Госпођа Силвија Деринг: Сестричина капетана Тревелијана
- Господин Мартин Деринг: Силвијин муж
- Господин Брајан Пирсон: Сестрић капетана Тревелијана из Новог Јужног Велса, Аустралија
- "Фриментл" Фреди: осуђеник из затвора у Дартмуру у Краљевићграду

## Књижевни значај и рецепција
Ситафордска загонетка је била прва Кристина књига коју није рецензирао часопис Књижевни додатак Времена.
У издању Прегледу књиге њујоршког Времена од 16. августа 1931. стоји да је „гђа. Најновија Агата Кристи је на нивоу њеног уобичајеног високог стандарда и у поређењу са Убиством Роџера Акројда, једним од најбољих које је икада урадила." У рецензији се даље наводи да је „госпођица Трејфјусис једна од најоштријих и најдопадљивијих детектива последњих месеци“. На крају су резимирали: „Одлична књига коју можете понети за читање викендом“.
У кратком прегледу од 23. октобра 1931, Дневно огледало је рекао да „Пар ципела за снег и наградно такмичење нуде трагове ка откривању убице, који је добро сакривен“.
Роберт Барнард је књигу описао као веома забавну, са вешто постављеним траговима.“
Чарлс Озборн: „... снажно постављен заплет, а до решења постављених загонетки се вероватно неће доћи дедукцијом од стране читаоца. Дело је такође један од најзабавнијих крими романа госпође Кристи, а њена употреба Дартмура као локације је мајсторска.“